# Trichoplusia spoliata
Trichoplusia spoliata är en fjärilsart som beskrevs av Walker 1857. Trichoplusia spoliata ingår i släktet Trichoplusia och familjen nattflyn. Inga underarter finns listade i Catalogue of Life.